# SHOWTIME Infinite
《SHOWTIME INFINITE》為韓國MBC every1的真人實境秀節目，節目每季邀請一組韓國偶像組合，以問答形式對組合進行實況錄製。
由偶像團體INFINITE擔當主角，也是時隔兩年該團體再次出演的綜藝節目。於韓國時間2015年12月10日下午6點在頻道首播。

## 出演成員
- 金聖圭
- 張東雨
- 南優鉉
- Hoya
- 李成烈
- 金明洙 (L)
- 李成鍾

## 集數列表
| 集數 | 播出日期       | 內容                                                |
| ---- | -------------- | --------------------------------------------------- |
| 1    | 2015年12月10日 | 驚喜的深夜電台                                      |
| 2    | 2015年12月17日 | INFINITE 的一日七餐                                 |
| 3    | 2015年12月24日 | INFINITE 的一日七餐2 SHOWTIME×白色告白              |
| 4    | 2015年12月31日 | SHOWTIME×聖圭：隱藏攝影機 2015年的感謝活動          |
| 5    | 2016年1月7日   | INFINITE 一天的決心                                 |
| 6    | 2016年1月14日  | INFINITE 的打賭王選拔戰                             |
| 7    | 2016年1月21日  | 七人一色！心靈感應接力                              |
| 8    | 2016年1月28日  | INFINITE 的自助治癒旅行1                            |
| 9    | 2016年2月4日   | INFINITE 的自助治癒旅行2 INFINITE EFFECT in NewYork |
| 10   | 2016年2月11日  | INFINITE×生活計劃表                                 |
| 11   | 2016年2月18日  | My INFINITE Television                              |
| 12   | 2016年2月25日  | Goodbye SHOWTIME                                    |

## 系列節目
1. EXO's SHOWTIME（2013－2014年）
2. SHOWTIME - Burning the BEAST（2014年）
3. Apink's SHOWTIME（2014年）
4. Sistar's SHOWTIME（2015年）
5. EXID's SHOWTIME（2015年）
6. SHOWTIME INFINITE（2015－2016年）
7. SHOWTIME MAMAMOO X GFRIEND (2016年)

## 外部連結
- 官方网站 
- SHOWTIME Infinite的X（前Twitter） 